# Chervò
Die Chervò S.p.A. ist ein Textilhersteller mit Sitz in Costermano, Italien. Das Unternehmen wurde 1982 von den beiden in Seis am Schlern lebenden Brüdern Manfred und Peter Erlacher gegründet.

## Herkunft des Namens
Der Name Chervò ist ein Kunstwort und entgegen der italienischen Aussprache wird das führende „Ch“ von Chervò weich (Scherwò) ausgesprochen. Das Unternehmen hieß ursprünglich Caribou. Dieser Name konnte jedoch nicht weltweit geschützt werden, so dass man über das italienische Wort für Hirsch, „cervo“, schließlich bei Chervò landete.